# Gruonbach
Der Gruonbach ist ein 5 Kilometer langer rechter Nebenfluss der Reuss mit der Einmündung in den Urnersee im Schweizer Kanton Uri.

## Geographie

### Verlauf
Der Gruonbach entspringt, als Hinterbach  im Gruontal, einem tief ausgeräumten Erosionstal westlich der Hüenderegg und nördlich der Eggberge auf dem Gebiet der Gemeinde Flüelen. Er sammelt das Wasser kleiner Nebenbäche im Tal, vor allem des Bodmibachs, der von der hoch gelegenen Alp Schön Chulm unterhalb des Siwfass herabfliesst und aus mehreren Runsen das Wasser von den Steilhängen unterhalb des Rophaien aufnimmt. Im bewaldeten Talbereich Chalt Brunnen fliessen Quellbäche aus dem Nordhang unterhalb des Gruonbergs bzw. der Eggberge beim Weiler Gruonbergli in den Bach. Nach der engen Schlucht zwischen den Alpweiden Gibel und Unter Urmis erreicht der Gruonbach das östliche Ufer des Vierwaldstättersees, wo er nach den Eiszeiten mit dem Geschiebe einen grossen Schwemmfächer geschaffen hat, auf dem der Ortsteil Usserdorf von Flüelen liegt.

### Einzugsgebiet
Das 8,32 km² grosse Einzugsgebiet des Gruonbachs liegt in den Glarner Alpen und wird durch ihn über die Reuss, die Aare und den Rhein zur Nordsee entwässert.
Es grenzt
- im Norden und Nordosten an das Einzugsgebiet des Riemenstaldnerbachs, der über den Urnersee in die Reuss entwässert;
- im Südosten an das des Holdenbachs, der über die Schächen in die Reuss entwässert und
- im Süden an das des Altdorfer Dorfbachs, der in den Urnersee mündet.

Das Einzugsgebiet  besteht zu 57,2 % aus bestockter Fläche, zu 28,8 % aus Landwirtschaftsfläche, zu 1,6 % aus Siedlungsfläche und zu 12,4 % aus unproduktiven Flächen.
Die Flächenverteilung
Die mittlere Höhe des Einzugsgebietes beträgt 1449,3 m ü. M., die minimale Höhe liegt bei 444 m ü. M. und die maximale Höhe bei 2155 m ü. M.

### Zuflüsse
- Hinterbach (rechter Quellbach), 4,9 km, 0,99 km²
- Vorderbach (linker Quellbach), 1,5 km, 0,65 km²
- Guferlibach (links), 1,1 km
- Gruonberglibach (links), 0,3 km
- Berglital(bach) (links), 1,3 km
- Bodmibach (rechts), 2,6 km, 3,03 km²
- Ofenzug (links),1,4 km
- Gibelrunse (rechts), 0,5 km

## Geologie
Während an der Nordflanke des Gruontales von der Axenfluh am Vierwaldstättersee bis zum Rophaien eine mächtige, beispielhafte Schichtfolge von Kalkschuppen und -decken der gefalteten helvetischen Kalkalpen aufgeschlossen ist, zeigt der Südhang des Tales eine geologische Besonderheit. Die Kuppe auf dieser Seite des Tales bildet den letzten Rest eines bei der Entstehung der Alpen von Urflüssen am Rand eines Meeres angeschütteten Schuttfächers, der später zu einer kompakten Felsmasse verdichtet wurde. Das als Gruontal-Konglomerat bekannte Material gehört zu den markanten Leitgesteinen des ehemaligen Rhonegletschers und erlaubt durch sein Vorkommen in dessen Endmoränen die Bestimmung von historischen Gletscherständen.

## Hydrologie
Bei der Mündung des Gruonbachs in den Urnersee beträgt seine modellierte mittlere Abflussmenge (MQ) 530 l/s. Sein Abflussregimetyp ist nival de transition und seine Abflussvariabilität beträgt 19.

## Wasserkraft
Der Kanton Uri prüft die Errichtung eines Kleinwasserkraftwerks am Gruonbach.

## Naturgefahren
Der Gruonbach bewirkt in seinem Gerinne eine kräftige Tiefen- und Seitenerosion und verursacht nach starken Niederschlägen immer wieder Hochwasser und schuttreiche Murgänge. Die Chronik von Johann Jacob Leu berichtet von der Zerstörung einer Ortschaft Wyler durch eine Überschwemmung des Bachs. Um weitere Schäden im Siedlungsbereich und an den Verkehrswegen am Seeufer, besonders der Gotthardbahn, zu verhindern, hat der Kanton Uri zusammen mit der Gotthardbahn-Gesellschaft im Gruontal seit dem 19. Jahrhundert Bachverbauungen durchgeführt. Im ganzen Gerinne oberhalb des Dorfes sind in Mauerwerk und teilweise mit Holz aus dem Gruonwald zahlreiche Wildbachsperren eingebaut und auf dem Schwemmkegel ist ein Ablenkbauwerk errichtet worden. Das neue Bachbett liegt bei der Siedlung Rüti auf einer Galerie der Eisenbahnlinie (1882 Bau der alten Gruonbachgalerie, 1943 Bau der neuen Gruonbachgalerie für die Doppelspur Flüelen-Brunnen), während die Axenstrasse es mit einer Brücke überquert.

## Tourismus
Am Gruonbachstrand sind Einrichtungen für verschiedene Wassersportarten vorhanden. Der See ist an dieser Stelle besonders gut für das Wind- und Kitesurfen geeignet.